# Haltérophilie aux Jeux africains de 2003
Navigation
Édition précédente Édition suivante
Les compétitions d'haltérophilie aux Jeux africains de 2003 ont lieu du 14 au 18 octobre 2003 à Abuja, au Nigeria.

## Médaillés

### Hommes
- Gbenga Oluponna (Nigeria) est médaillé d'or au total dans la catégorie des moins de 56 kg[2].
- Benami Nafei (Algérie) est médaillé d'argent au total dans la catégorie des moins de 56 kg[2].
- Daniel Koum Koum (Cameroun) est médaillé de bronze au total dans la catégorie des moins de 56 kg[2].
- Akwa Etineabasi (Nigeria) est médaillé d'or au total dans la catégorie des moins de 62 kg[2].
- Greg Gerts (Afrique du Sud) est médaillé d'argent au total dans la catégorie des moins de 62 kg[2].
- Simon Ngamba (Cameroun) est médaillé de bronze au total dans la catégorie des moins de 62 kg[2].
- Nafâa Benami (Algérie) est médaillé d'or à l'arraché, et médaillé d'argent à l'épaulé-jeté et au total dans la catégorie des moins de 65 kg[3].
- Mohamed Ehsan (Égypte) est médaillé d'or au total dans la catégorie des moins de 105 kg[4].

### Femmes
- Enga Said (Égypte) est médaillée d'or au total dans la catégorie des moins de 48 kg[2].
- Joke Adekola (Nigeria) est médaillée d'argent au total dans la catégorie des moins de 48 kg[2].
- Portia Vries (Afrique du Sud) est médaillée de bronze au total dans la catégorie des moins de 48 kg[2].
- Soumaya Fatnassi (Tunisie) est médaillée de bronze à l'arraché et au total dans la catégorie des moins de 48 kg[5],[2].
- Patience Lawal (Nigeria) est médaillée d'or au total dans la catégorie des moins de 53 kg[2].
- Mai Magdy (Égypte) est médaillée d'argent au total dans la catégorie des moins de 53 kg[2].
- Imène Nefzi (Tunisie) est médaillée d'argent à l'épaulé-jeté et médaillée de bronze à l'arraché et au total dans la catégorie des moins de 53 kg[5],[2].
- Essmat Mansour (Égypte) est médaillée d'or au total dans la catégorie des moins de 58 kg[2].
- Franca Gbodo (Nigeria) est médaillée d'argent au total dans la catégorie des moins de 58 kg[2].
- Wahiba Belghandi (Algérie) est médaillée de bronze au total dans la catégorie des moins de 58 kg[2].
- Lobaba Benchebba (Tunisie) est médaillée de bronze au total dans la catégorie des moins de 58 kg[2].
- Hayet Sassi (Tunisie) est médaillée d'or au total dans la catégorie des moins de 63 kg[2].
- Hebatalla Ebrahim (Égypte) est médaillée d'argent au total dans la catégorie des moins de 63 kg[2].
- Anike Ayodeji (Nigeria) est médaillée de bronze au total dans la catégorie des moins de 63 kg[2].
- Madeleine Yamechi (Cameroun) est médaillée d'or au total dans la catégorie des moins de 69 kg[2],[6].
- Janet Thelermont (Seychelles) est médaillée d'argent au total dans la catégorie des moins de 69 kg[2].
- Nadia Bouhizeb (Algérie) est médaillée de bronze au total dans la catégorie des moins de 69 kg[2].
- Irene Ajambo (Ouganda) est médaillée de bronze au total dans la catégorie des moins de 69 kg[2].